# Louis Secretan
Pour les articles homonymes, voir Secrétan.
Louis Gabriel Abraham Samuel Jean Secretan ou plus simplement Louis Secretan (né le 13 septembre 1758 à Lausanne - mort dans la même ville le 24 mai 1839) est un homme politique (landamman), avocat et mycologue suisse de la seconde moitié du XVIIIe et de la première du XIXe siècle.

## Biographie
Avocat de Necker, de Benjamin Constant et de Madame de Staël, Louis Secretan a joué un rôle déterminant à la fin du Régime bernois en 1798 et lors de la fondation du canton de Vaud.
Diplômé de l'école de droit en 1780, il entre comme avocat au bureau des patentes de Berne l'année suivante et est élu au congrès suisse. En 1798-99 et 1826-27 il est élu Président du Grand Conseil, landamman à Lausanne, membre du Conseil Général et de l'Assemblée du Canton de Vaud (Waadt). En 1831 il est nommé président de la cour d'appel.
Bien qu'ayant herborisé et publié de nouvelles espèces de champignons dès 1818, ce n'est qu'au soir de sa vie qu'il pourra enfin se consacrer entièrement à la mycologie, étudiant et décrivant la plus grande partie des champignons du Canton, qu'il publiera en 1833 dans son œuvre maîtresse, Mycographie suisse, ou description des champignons qui croissent en Suisse, particulièrement dans le canton de Vaud, aux environs de Lausanne, S. M. E., Genève, 1833 (3 tomes. LV-522 et 576 pp).

## Taxonsdécrits par Secretan enmycologie
Nota bene : parce que ses livres ne suivaient pas le système linnéen correct pour assigner des noms, les taxons décrits par Secretan ne sont pas considérés comme valides. La plupart de ses noms ne sont employés que si d'autres les ont publiés d'une façon valable.
- Amanita inaurata Secr.
- Amanita virosa Secr.
- Chamaemyces demisannula (Secr. : Fr.) Moser
- Cortinarius albocarneus Secr.
- Cortinarius alboluteus Secr.
- Cortinarius concrescens Secr.
- Cortinarius infractus var. obscureocyaneus  (Secr.) Moser
- Marasmiellus albuscortis (Secr.) Sing.
- Mycena pura fo. lutea (Secr. ex Gillet) Kühn. 1938
- Paxillus griseotomentosus (Secr.) Fr.
- Russula densifolia Secr. ex Gillet 1874
- Russula roseipes  Secr. ex Bres. 1881
- Sistotrema fagineum Secr. (1801)

## Taxons dédiés à Secretan
- Sphaeria secretanii Heer (1855) ; Xylariaceae
- Pholiota secretanii Fr. (1862) ; (Agaricus muricatus Secr.) Strophariaceae
- Trametes secretanii G.H. Otth (1866), (= Oxyporus populinus) ; Schizoporaceae
- Amanita secretanii Gonn. & Rabenh. (1869) ; Pluteaceae
- Hygrophorus secretanii Henning (1887) ; (Agaricus suaveolens var. D. Secr.) Hygrophoraceae
- Sphaerites secretanii (Heer) Mesch. (1892) ; Champignon fossile
- Scindalma secretanii Kuntze (1898) ; Hymenochaetaceae
- Lepiota medullata var. secretanii C. Martín (1899), Bull. Trav. Soc. bot. Genève 9 : 66 ; Agaricaceae
- Cortinarius napus f. secretani Henry (1943) ; Cortinariaceae
- Marasmiellus ramealis var. secretanii Singer (1973) ; Marasmiaceae
- Cortinarius pseudorugulosus var. secretanii Henry (1987) ; Cortinariaceae